# Nabu-nadin-zeri
Nabu-nadin-zeri (Nabû-nādìn-zēri en la Lista A de Reyes), el único lugar donde se da su nombre completo, y Na-di-nu o Na-din en la Crónica sobre los reinos desde Nabû-Nasir a Šamaš-šuma-ukin, conocida como Crónica 1, fue un rey de Babilonia (733-732 a. C.), hijo y sucesor de Nabonassar (747-734 a. C.). El Canon Ptolemaico da su nombre como Νάδιος o Νάβιος, similar a la versión de la Crónica de su nombre.

## Biografía
Fue el único rey que sucedió a su padre en el trono babilónico, entre los años 810 y 626 BC, y su sucesión fue seguida poco después, de las primeras incursiones del envalentonado Imperio neo-asirio. Fue uno de los reyes contemporáneos de Tiglatpileser III asirio que más tarde conquistaría Babilonia (729 a. C.). En el segundo año de su reinado fue derrocado y asesinado en una insurrección dirigida por un funcionario provincial (bēl pīḫati), llamado Nabû-šuma-ukīn, que retuvo el trono poco más de un mes. No se conocen textos de su reinado. El derrocamiento de su dinastía y su sustitución por un usurpador puede haber proporcionado a Tiglatpileser III la excusa para la invasión.